# 瓦莱州
瓦莱州是瑞士西南部与意大利接壤的一个州，该州共有13个区，州府及最大城市均为锡永，州旗的13颗星星代表该州的13个区，该州为双语州，官方语言为法语和德语，人口278,200（2003年）。